# アイザイア・トーマス (1989年生のバスケットボール選手)
アイザイア・ジャマー・トーマス（Isaiah Jamar Thomas, 1989年2月7日 - ）は、アメリカ合衆国ワシントン州タコマ出身のプロバスケットボール選手。NBAGリーグのソルトレイクシティ・スターズに所属している。ポジションはポイントガード。

## 経歴

### サクラメント・キングス

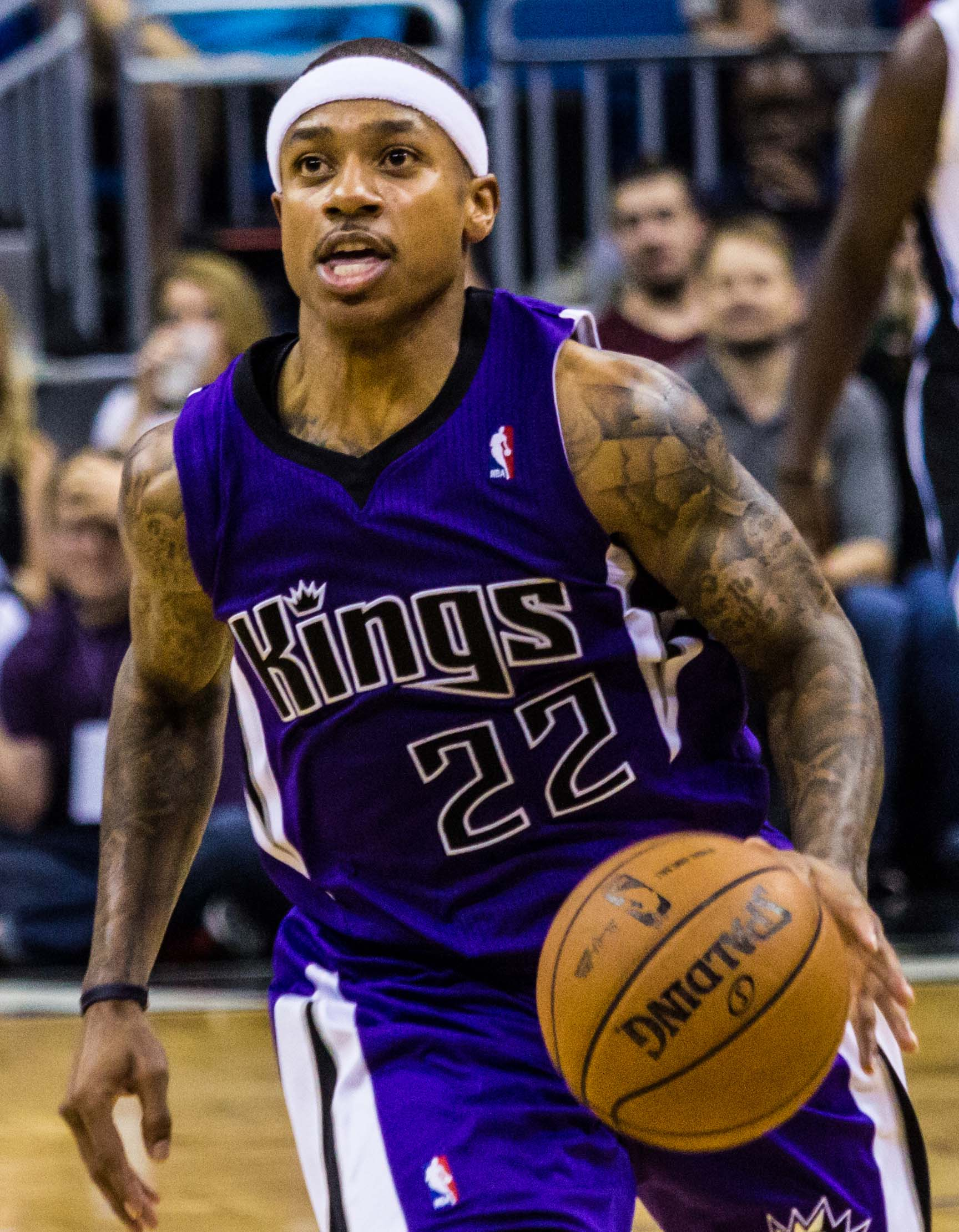
キングス時代（2013年）

ワシントン大学から2011年にドラフト最下位の全体60位指名を受けサクラメント・キングスに入団する。ルーキーシーズンの2012年2月19日、クリーブランド・キャバリアーズ戦で23得点、11アシストを記録し自身初のダブル・ダブルを達成した。
その活躍も有り、2012年2月度・3月度と2カ月連続のルーキー・オブ・ザ・マンスに選ばれ、その年のNBAオールルーキーチームの2ndチームにも選出された。
2014年1月19日のオクラホマシティ・サンダー戦でキャリアハイの38得点を記録する。さらに5日後のインディアナ・ペイサーズ戦で2度目の38得点を記録する。同年3月18日のワシントン・ウィザーズ戦では24得点、11アシスト、10リバウンドを記録しキャリア初のトリプル・ダブルを達成した。その後も自慢の得点力を発揮し、20.3得点、6.3アシストを記録する活躍をした。同年にはデマーカス・カズンズ、ルディ・ゲイと共に平均20得点を記録したがチームは低迷から抜け出せなかった。

### フェニックス・サンズ
2014年7月12日、サインアンドトレードでフェニックス・サンズへ移籍した。

### ボストン・セルティックス

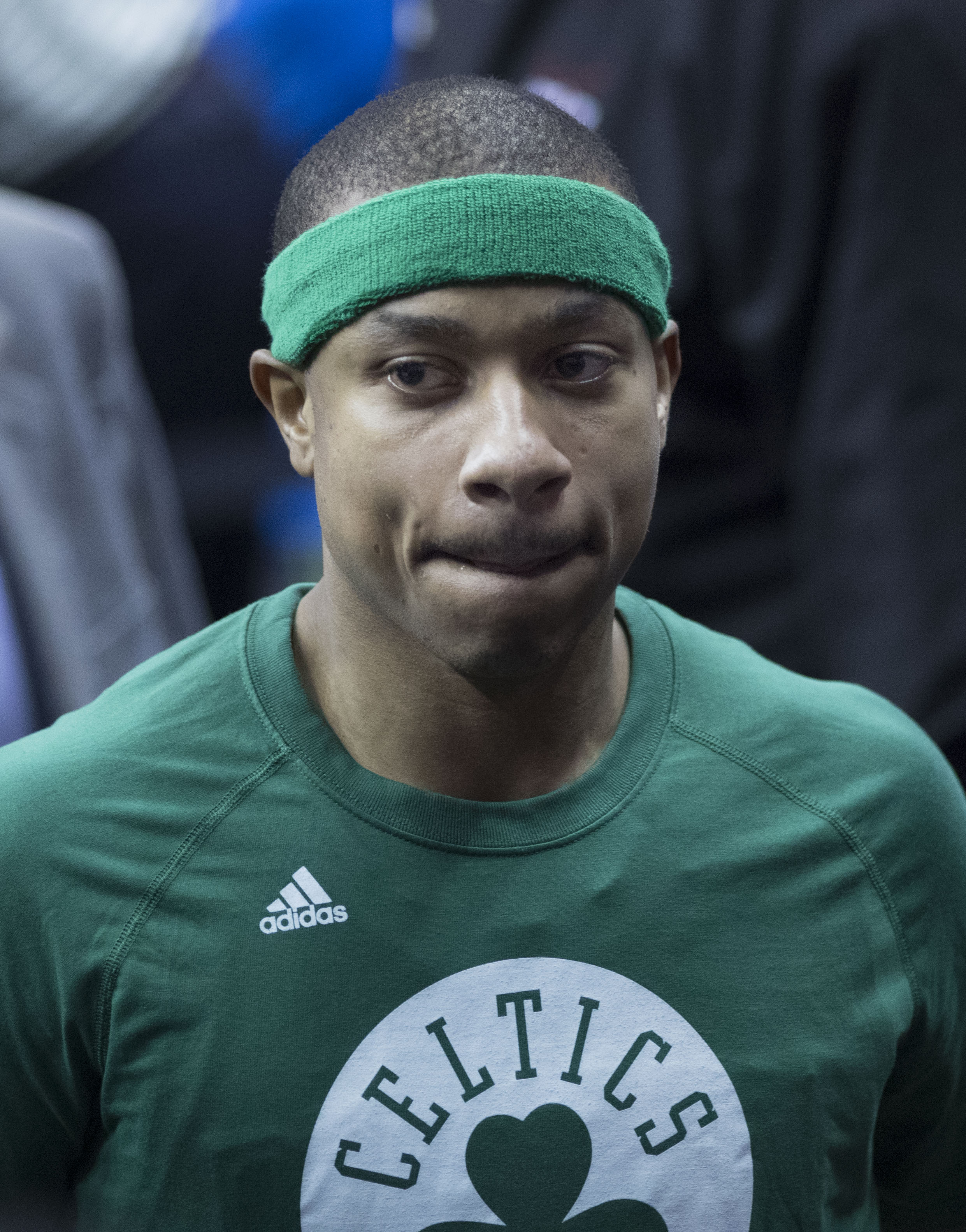
セルティックス時代（2017年）

2015年2月19日、複数のチームが絡んだ大型トレードで、ボストン・セルティックスに移籍した。2015-2016シーズンに入り調子を上げオールスターファン投票ではガード部門9位の15万票を獲得し自身初のNBAオールスターゲーム出場を果たした。ドラフト最下位の60位からのオールスター出場は世界に衝撃と希望を与えた。オールスターでは18分出場の9得点とオールスターを盛り上げた。
2016年12月30日のマイアミ・ヒート戦では52得点を記録し、第4クォーターで29得点を記録する活躍を披露した。

### クリーブランド・キャバリアーズ
2017年8月22日、カイリー・アービングとのトレードでジェイ・クラウダー、アンテ・ジジッチと共にクリーブランド・キャバリアーズへ移籍した。しかし、股関節の負傷のために、2017-18シーズンの大半を欠場する見込みだとされていた。9月5日、トーマスはリハビリを開始し、12月6日には、4対4の実戦形式での練習を開始した。12月21日、ホームでのシカゴ・ブルズ戦の試合前のチーム練習に参加した。2018年1月2日に行われたポートランド・トレイルブレイザーズ戦で約7カ月ぶりに復帰した。トーマスは19分間の出場で17得点、3アシストを記録、チームは127-110で勝利した。

### ロサンゼルス・レイカーズ
2018年2月8日、ジョーダン・クラークソン、ラリー・ナンス・ジュニアらとのデッドライン直前のトレードで、同じくクリーブランド・キャバリアーズに所属していた、チャニング・フライと共に、ロサンゼルス・レイカーズへ移籍した。2018年3月29日、右臀部の手術により今季の残り全試合を欠場すると発表された。移籍後は17試合の出場のうち、先発出場は1試合に留まった。

### デンバー・ナゲッツ
2018年7月12日、デンバー・ナゲッツと1年総額200万ドルで契約した。2019年2月13日のサクラメント・キングス戦で復帰。その後出場12試合のうち2桁得点を6度記録したが、戦術的な問題からローテーションから外れることに。12試合で先発出場は0だった。プレーオフでも出場機会を得ることができなかったものの、ロッカールームで存在感を放った。

### ワシントン・ウィザーズ
2019年7月1日にワシントン・ウィザーズと1年総額200万ドルで契約したが、開幕前の9月18日に左手親指の外側側副靭帯を断裂して8週間程度離脱することになった。開幕3試合目となった10月26日のサンアントニオ・スパーズ戦で戦列復帰。エースのジョン・ウォールが長期欠場していたこともあり、主にスターターとして起用された。
2020年2月6日、3チーム間のトレードでロサンゼルス・クリッパーズに放出され、2日後に解雇された。

### ニューオーリンズ・ペリカンズ
2020-21シーズンも無所属のまま過ごしていたが、2021年4月3日にニューオーリンズ・ペリカンズと10日間契約を結んだ。その後6日のアトランタ・ホークス戦で1年ぶりにNBAの試合に復帰し、25分間の出場で10得点を記録した。しかし2度目の10日間契約は提示されず、FAとなった。

### Gリーグへ
2021年12月14日にGリーグのグランドラピッズ・ゴールドと契約した。翌15日のフォートウェイン・マッドアンツ戦にてGリーグデビューを果たし、42得点を記録した。

### レイカーズ復帰
Gリーグで1試合に出場した後、2021年12月17日に新型コロナウイルスの安全衛生プロトコルにより欠場者が続出していたレイカーズとハードシップ例外条項を利用して10日間契約を結んだ。その後、2度目の10日間契約は提示されず、再びFAとなった。

### ダラス・マーベリックス
2021年12月29日にダラス・マーベリックスと10日間契約を結んだ。しかし1試合の出場に留まり、またしても2度目の契約は提示されなかった。

### Gリーグ復帰
2022年2月14日にGリーグのグランドラピッズと再び契約した。Gリーグでは3試合に出場して平均41.3得点を記録した。

### シャーロット・ホーネッツ
2022年3月2日にシャーロット・ホーネッツと10日間契約を結んだ。その後12日に2度目の10日間契約を結び、22日にシーズン終了までの契約を結んだ。

### サンズ復帰
その後は、どこのチームとの契約も出来ず、再びNBAでのプレーを目指し、2024年はNBAのGリーグソルトレイクシティ・スターズでプレーしていたが、2023-24シーズン終盤の3月20日、フェニックス・サンズに10日間契約で加入した。約2年振りのNBA複帰戦となった、3月21日のフィラデルフィア・76ers戦では、2分間の出場で無得点、その後は出場機会が無く、3月30日のオクラホマシティ・サンダーとの対戦で複帰後初のフィールドゴールを決めるなど、5得点を記録した。10日間で出場は2試合のみであったが、3月30日、2回目の10日間契約が行われた。その後チームとシーズン終了までの契約を結んだ。

### 2度目のGリーグ復帰
2025年1月28日に前シーズンに所属していたソルトレイクシティ・スターズへ再加入し、同日のバレー・サンズ戦で40得点、3リバウンド、8アシスト、2スティール、1ブロックを記録した。

## プレースタイル
高い身体能力と得点能力を持ち、ドライブで切り込んでの得点、高確率のアウトサイドシュートが武器である。また、第4クォーターに大量得点をすることもしばしばあり、そのメンタルの強さも彼の大きな武器の一つである。一方でその小さな体格は守備面では大きなネックとなっている。
NBAで最も小柄な部類に入る175cmの小兵で、ドラフトでは最下位ながらも、2016年にオールスター入りした（ドラフト最下位選手からオールスター選出は珍しく、トーマス唯一である）。
先述にもあるように2017年からは股関節の怪我で悩まされていたが2020年5月に手術を受け、回復したと述べている。

## 個人成績

### NBA

#### レギュラーシーズン
| シーズン     | チーム       | GP  | GS  | MPG  | FG%  | 3P%  | FT%   | RPG | APG | SPG | BPG | PPG  |
| ------------ | ------------ | --- | --- | ---- | ---- | ---- | ----- | --- | --- | --- | --- | ---- |
| 2011-12      | SAC          | 65  | 37  | 25.5 | .448 | .379 | .832  | 2.6 | 4.1 | .8  | .1  | 11.5 |
| 2012-13      | SAC          | 79  | 62  | 26.9 | .440 | .358 | .882  | 2.0 | 4.0 | .8  | .0  | 13.9 |
| 2013-14      | SAC          | 72  | 54  | 34.7 | .453 | .349 | .850  | .9  | 6.3 | 1.3 | .1  | 20.3 |
| 2014–15      | PHX          | 46  | 1   | 25.7 | .426 | .391 | .872  | 2.4 | 3.7 | 1.0 | .1  | 15.2 |
| 2014–15      | BOS          | 21  | 0   | 26.0 | .411 | .345 | .861  | 2.1 | 5.4 | .6  | .0  | 19.0 |
| 2015–16      | BOS          | 82* | 79  | 32.2 | .427 | .359 | .871  | 3.0 | 6.2 | 1.1 | .1  | 22.2 |
| 2016–17      | BOS          | 76  | 76  | 33.8 | .463 | .379 | .909  | 2.7 | 5.9 | .9  | .1  | 28.9 |
| 2017–18      | CLE          | 15  | 14  | 27.1 | .361 | .253 | .868  | 2.1 | 4.5 | .6  | .1  | 14.7 |
| 2017–18      | LAL          | 17  | 1   | 26.8 | .383 | .327 | .921  | 2.1 | 5.0 | .4  | .1  | 15.6 |
| 2018–19      | DEN          | 12  | 0   | 15.1 | .343 | .279 | .630  | 1.1 | 1.9 | .4  | .1  | 8.1  |
| 2019–20      | WAS          | 40  | 37  | 23.1 | .408 | .413 | .816  | 1.7 | 3.7 | .1  | .1  | 12.2 |
| 2020–21      | NOP          | 3   | 0   | 16.0 | .333 | .250 | 1.000 | 1.3 | 1.7 | .3  | .0  | 7.7  |
| 2021–22      | LAL          | 4   | 1   | 25.3 | .308 | .227 | .727  | 2.0 | 1.5 | .0  | .5  | 9.3  |
| 2021–22      | DAL          | 1   | 0   | 13.0 | .375 | .000 | ---   | .0  | 4.0 | .0  | .0  | 6.0  |
| 2021–22      | CHA          | 17  | 0   | 12.9 | .433 | .397 | .933  | 1.2 | 1.4 | .4  | .2  | 8.3  |
| 2023–24      | PHX          | 6   | 0   | 3.2  | .300 | .500 | ---   | .0  | .5  | .0  | .0  | 1.3  |
| 通算         | 通算         | 556 | 362 | 28.0 | .434 | .363 | .872  | 2.4 | 4.8 | .8  | .1  | 17.5 |
| オールスター | オールスター | 2   | 0   | 19.0 | .423 | .333 | 1.000 | 2.0 | 2.0 | .5  | 0   | 14.5 |

#### プレーイン
| シーズン | チーム | GP | GS | MPG | FG%  | 3P%   | FT% | RPG | APG | SPG | BPG | PPG |
| -------- | ------ | -- | -- | --- | ---- | ----- | --- | --- | --- | --- | --- | --- |
| 2022     | CHA    | 1  | 0  | 6.0 | .250 | 1.000 | --- | 2.0 | 1.0 | .0  | .0  | 3.0 |
| 通算     | 通算   | 1  | 0  | 6.0 | .250 | 1.000 | --- | 2.0 | 1.0 | .0  | .0  | 3.0 |

#### プレーオフ
| シーズン | チーム | GP | GS | MPG  | FG%  | 3P%  | FT%  | RPG | APG | SPG | BPG | PPG  |
| -------- | ------ | -- | -- | ---- | ---- | ---- | ---- | --- | --- | --- | --- | ---- |
| 2015     | BOS    | 4  | 0  | 29.8 | .333 | .167 | .969 | 3.0 | 7.0 | .8  | .0  | 17.5 |
| 2016     | BOS    | 6  | 6  | 36.7 | .395 | .283 | .809 | 3.0 | 5.0 | .7  | .8  | 24.2 |
| 2017     | BOS    | 15 | 15 | 34.7 | .425 | .333 | .820 | 3.1 | 6.7 | .9  | .1  | 23.3 |
| 2024     | PHX    | 1  | 0  | 3.6  | .000 | .000 | ---  | .0  | .0  | .0  | .0  | .0   |
| 通算     | 通算   | 26 | 21 | 33.2 | .404 | .301 | .842 | 3.0 | 6.1 | .8  | .3  | 21.7 |

### NBAGリーグ

#### レギュラーシーズン
| シーズン | チーム | GP | GS | MPG  | FG%  | 3P%  | FT%  | RPG | APG | SPG | BPG | PPG  |
| -------- | ------ | -- | -- | ---- | ---- | ---- | ---- | --- | --- | --- | --- | ---- |
| 2021-22  | GRG    | 3  | 3  | 37.5 | .521 | .459 | .783 | 3.7 | 6.7 | .3  | .0  | 41.3 |
| 2023-24  | SLC    | 4  | 4  | 36.9 | .407 | .446 | .909 | 3.0 | 5.3 | 1.3 | .0  | 32.5 |
| 2024-25  | SLC    | 14 | 14 | 30.8 | .446 | .410 | .962 | 2.0 | 5.5 | 1.1 | .4  | 29.1 |
| 通算     | 通算   | 21 | 21 | 32.9 | .451 | .422 | .908 | 2.5 | 5.6 | 1.0 | .3  | 31.5 |

### カレッジ
| シーズン | チーム     | GP  | GS  | MPG  | FG%  | 3P%  | FT%  | RPG | APG | SPG | BPG | PPG  |
| -------- | ---------- | --- | --- | ---- | ---- | ---- | ---- | --- | --- | --- | --- | ---- |
| 2008-09  | ワシントン | 35  | 34  | 28.4 | .418 | .291 | .686 | 3.0 | 2.6 | 1.1 | .1  | 15.5 |
| 2009-10  | ワシントン | 35  | 35  | 31.1 | .415 | .327 | .732 | 3.9 | 3.2 | 1.1 | .1  | 16.9 |
| 2010-11  | ワシントン | 35  | 35  | 31.9 | .445 | .349 | .719 | 3.5 | 6.1 | 1.3 | .1  | 16.8 |
| 通算     | 通算       | 105 | 104 | 30.5 | .426 | .322 | .736 | 3.5 | 4.0 | 1.2 | .1  | 16.4 |

## その他
- 彼の名はかつてデトロイト・ピストンズ等で活躍し、殿堂入りした同名（スペルは異なる）のポイントガード、アイザイア・トーマスに由来する。ロサンゼルス・レイカーズのファンであった彼の父親は、1989年のNBAファイナルで友人との賭けに負けて、息子に敵チームの中心選手の名前を付けた。尤も彼はファイナルが始まる数カ月前に産まれたが、父親はその名前を既に気に入っていた[40]。

- またアイザイア・トーマスのニューヨーク・ニックスでのコーチ・フロント職の失敗により、マディソン・スクエア・ガーデンではニックスファンからブーイングを受けたことがある[41]。